# Liste der Kulturdenkmäler in Oberstaufenbach
In der Liste der Kulturdenkmäler in Oberstaufenbach sind alle Kulturdenkmäler der rheinland-pfälzischen Ortsgemeinde Oberstaufenbach aufgeführt. Grundlage ist die Denkmalliste des Landes Rheinland-Pfalz (Stand: 6. September 2022).

## Denkmalzonen
| Bezeichnung                        | Lage                  | Baujahr | Beschreibung                                                                                       | Bild |
| ---------------------------------- | --------------------- | ------- | -------------------------------------------------------------------------------------------------- | ---- |
| Denkmalzone Oberstaufenbachermühle | Mühlwaldstraße 2 Lage | 1791    | Häusergruppe aus Wohnhaus mit Mühlentrakt, 1791, zwei Ökonomien, 19. Jahrhundert; römische Spolien | BW   |

## Einzeldenkmäler
| Bezeichnung | Lage                       | Baujahr                   | Beschreibung | Bild |
| ----------- | -------------------------- | ------------------------- | --- | ---- |
| Wappenstein | Hauptstraße, an Nr. 5 Lage |                           | Wappenstein der Freiherren von Horn                                                                                                 | BW   |
| Portal      | Hohlstraße, an Nr. 2 Lage  | um 1800                   | aufwändiges nachbarockes Sandsteinportal, um 1800                                                                                   | BW   |
| Hofanlage   | Hohlstraße 4 Lage          | Ende des 18. Jahrhunderts | Winkelhof, im Kern vom Ende des 18. Jahrhunderts; Fachwerkbau verputzt, teilweise massiv, Erweiterung 1828, Umbau der Ökonomie 1853 | BW   |
| Hofanlage   | Hohlstraße 6 Lage          | 1823                      | Dreiseithof, 1823; Quereinhaus, Erweiterung nach 1845                                                                               | BW   |